# Catedral de Starobilsk
La catedral de Starobilsk, también conocida como catedral de San Nicolás (en ucraniano: Свято-Миколаївський собор; en ruso: Свято-Николаевский кафедральный собор) es un edificio religioso de la iglesia ortodoxa ucraniana situado en Starobilsk, óblast de Lugansk (Ucrania).
Ahora la catedral de San Nicolás es un monumento arquitectónico protegido del siglo XIX. 

## Historia
A fines de 1858, el sínodo de la iglesia ortodoxa rusa tomó la decisión de construir una iglesia en Starobilsk en nombre de San Nicolás de Myrliki el Taumaturgo en memoria del difunto zar Nicolás I. A fines de 1859, se determinó un lugar para la nueva iglesia, en la colina entre las calles Mala Dvoryanska y Soborna, Klasichna y Mykolaivska; la construcción de la catedral se completó en 1862.
En la época soviética, de 1924 a 1994, la catedral fue el único lugar de Starobilsk donde se celebraba misa. A finales de los años 80 y 90, se reemplazó el techo del templo y se erigió un edificio administrativo en las inmediaciones, que alberga, entre otros, una escuela dominical y una capilla. 
Con el establecimiento de la eparquía de Lugansk (aunque pasó a la eparquía de Severodonetsk y Starobilsk en 2007), la iglesia de San Nicolás pasó a llamarse catedral de San Nicolás. En los años 1991-1992, se renovó el interior de la iglesia.

## Arquitectura
El autor del proyecto, ejecutado en estilo neobarroco, fue el arquitecto diocesano del Consistorio Espiritual de Járkiv, Kraevski.

## Galería

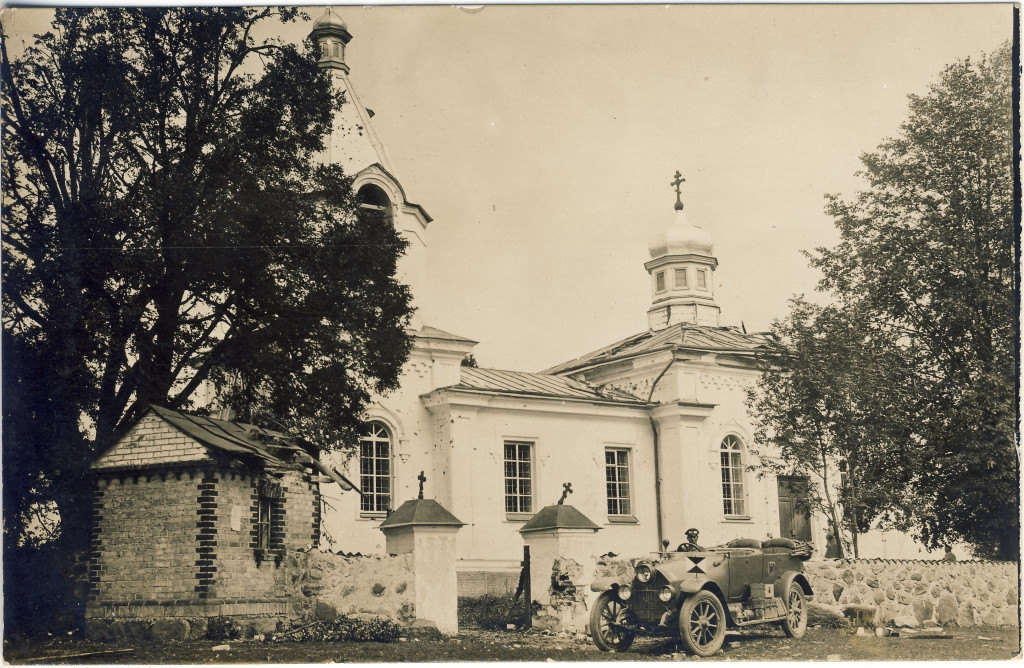
Catedral de Starobilsk en 1915
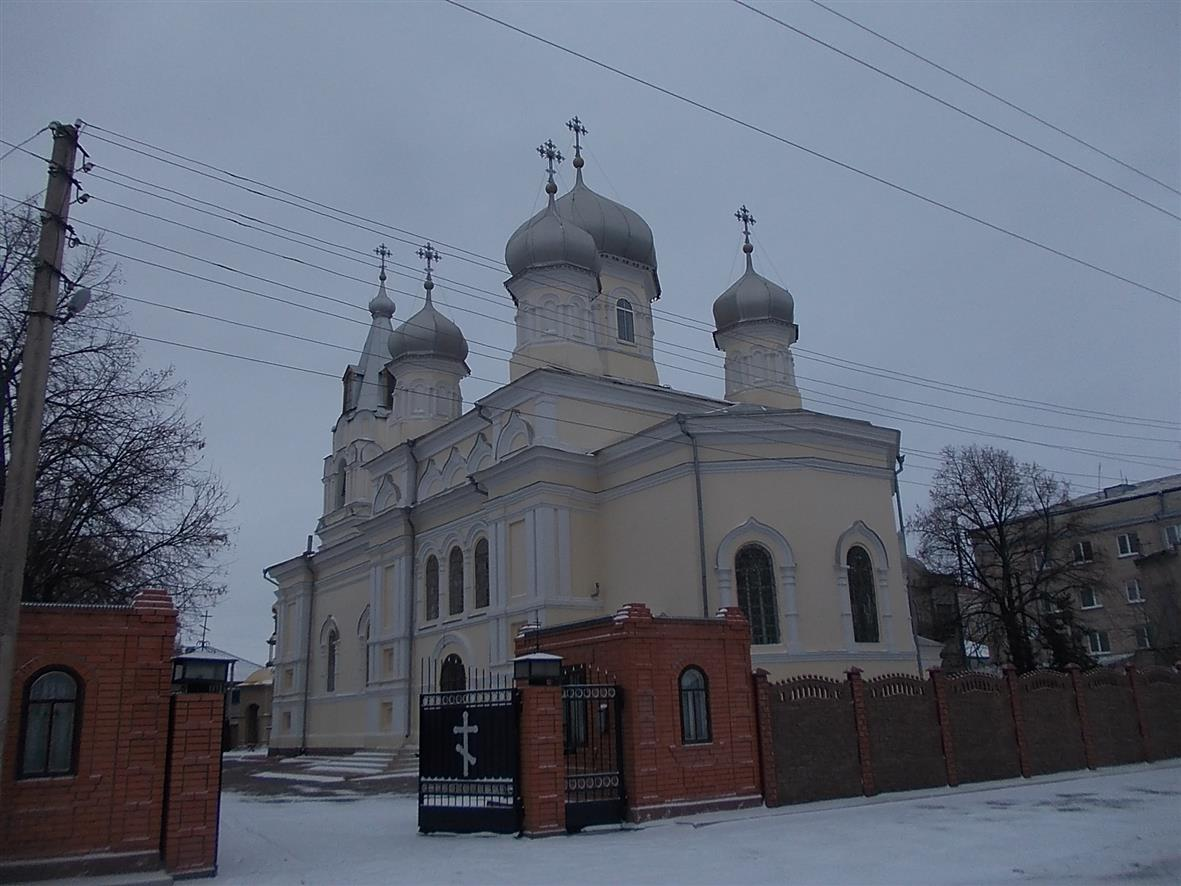
Vista de la catedral
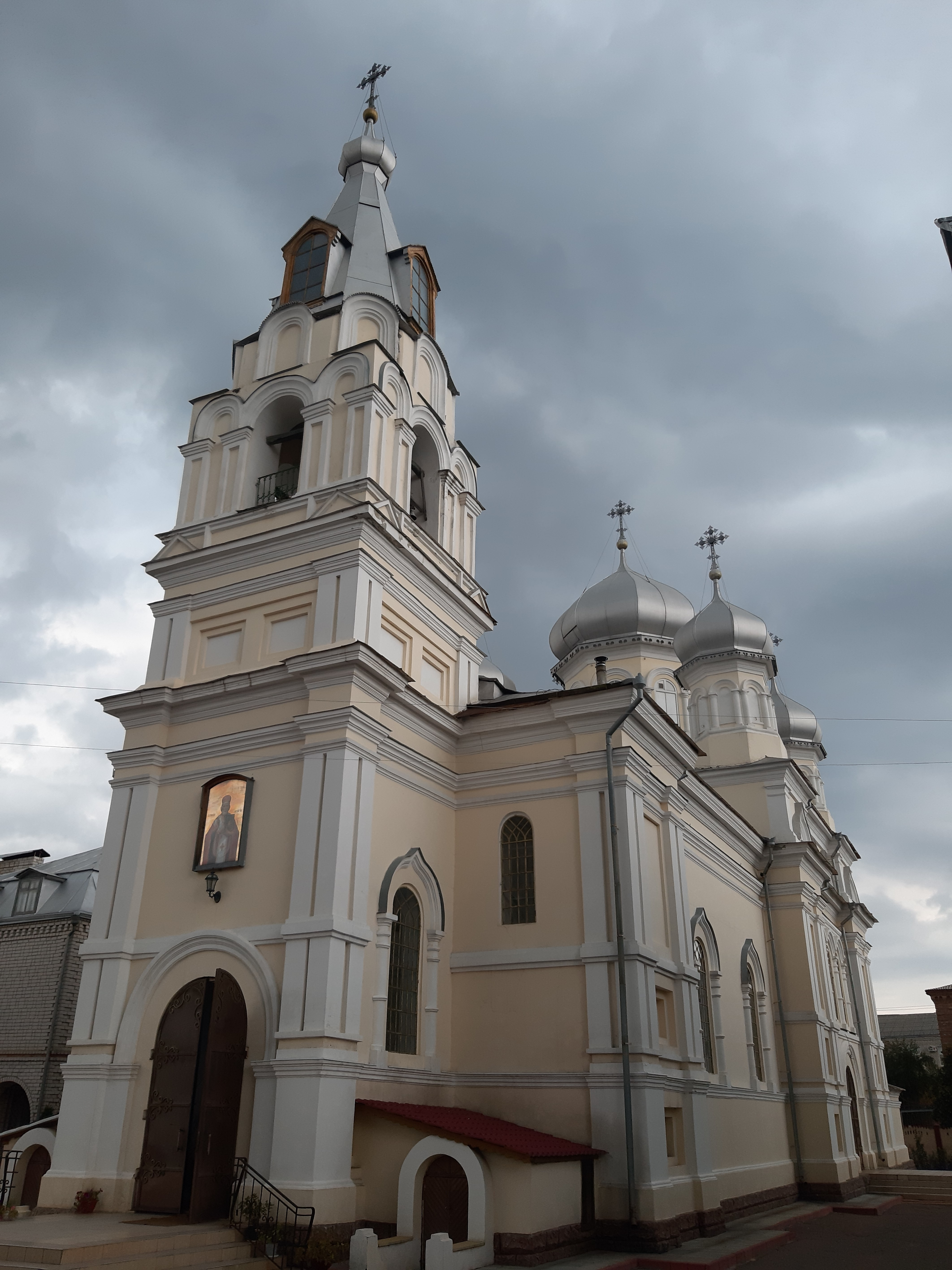
Vista frontal de la catedral
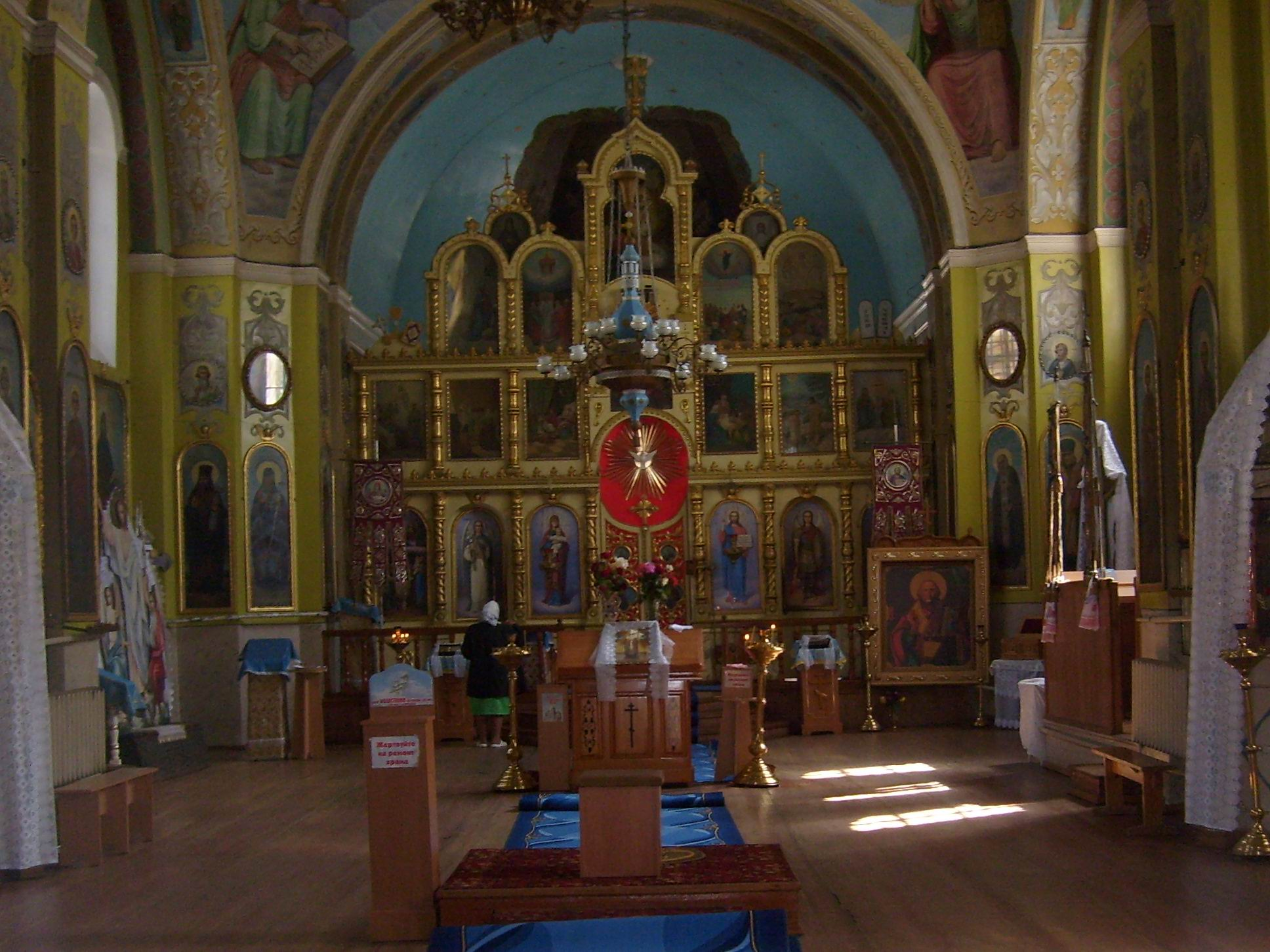
Interior de la catedral de Starobilsk